# Nelly Wenger
Pour les articles homonymes, voir Wenger.
 (mai 2022).
Si vous disposez d'ouvrages ou d'articles de référence ou si vous connaissez des sites web de qualité traitant du thème abordé ici, merci de compléter l'article en donnant les références utiles à sa vérifiabilité et en les liant à la section « Notes et références ».
Nelly Wenger ou Nelly Wenger-Ohayon, née le 19 juillet 1955 à Casablanca est une ingénieure suisse, directrice générale d'Expo.02, puis directrice générale de Nestlé suisse de 2004 à 2006.

## Biographie
Née à Casablanca de parents français, elle déménage en 1973 avec sa famille à Paris. Entre 1974 et 1979, elle suit des études d'ingénieur civil à l'École polytechnique fédérale de Lausanne (EPFL) puis travaille au bureau d'aménagement du territoire Urbaplan.
En 1991, elle prend la direction du service de l'aménagement du territoire du canton de Vaud puis met sur pied un cycle postgrade en management urbain à l'Institut d'architecture de l'Université de Genève. 
En 1999, elle est nommée directrice technique de l'exposition nationale suisse Expo.01 puis directrice générale de l'exposition (devenue entretemps Expo02), après la démission de Jacqueline Fendt.
En 2004, elle est nommée directrice générale de Nestlé Suisse. Elle quitte temporairement ses fonctions dès le 28 septembre 2006 pour lutter contre un cancer du sein selon un communiqué de Nestlé. Le 19 novembre 2007, elle est nommée membre du conseil de la fondation EPFL Plus, à Écublens. La même année, elle crée le World Architecture Summit, un événement international consacré à la promotion de l'architecture contemporaine, dont elle préside le conseil d'administration.
En 2009, elle fonde Nelly Wenger Associates, une société active sur le plan international dans la conduite stratégique de projets complexes, dont elle est présidente. 
Depuis 2014, elle est chargée du projet R4, nouveau pole culturel helvétique à Paris construit sur l'ile Seguin.

## Livres
- Je vous invite, un récit, de Nelly Wenger
- Entretiens avec Nelly Wenger de Lison Méric journaliste à la Radio suisse romande